# Josef Dvořák (teolog)
Josef Dvořák (8. března 1864, Třebíč – 30. listopadu 1945, Brno) byl český římskokatolický kněz, profesor teologie a papežský komoří.

## Život
Narodil se 8. března 1864 v Třebíči, jako syn Josefa Dvořáka a Františky Dvořákové roz. Culkové. Po základní škole absolvoval gymnázium ve svém rodném městě. Poté vstoupil do Bohosloveckého ústavu v Brně a na kněze byl vysvěcen roku 1887. Nato odešel do Říma do Pontificium Collegium Germanicum kde získal doktorát teologie a filozofie. Roku 1889 se vrátil z Říma a stal se prefektem Chlapeckého semináře v Brně a později byl spirituálem Bohosloveckého ústavu v Brně a profesorem dogmatiky.
Byl členem Dědictví sv. Cyrila a Metoděje a Českého čtenářského spolku v Brně a stal se biskupským radou.
Papež mu udělil titul Papežského tajného komořího a tím získal titul monsignore.
Zemřel 30. listopadu 1945 v Brně.